# آیل لایک یو
| بررسی انتقادی | بررسی انتقادی |
| منبع          | رتبه‌بندی      |
| ------------- | ------------- |
| ان‌ام‌ئی        | [ ۱ ]         |

آیل لایک یو (انگلیسی: I'll Like You) دومین آلبوم چندآهنگه از گروه دخترانه کره‌ای آیلیت است. این آلبوم چندآهنگه در ۲۱ اکتبر ۲۰۲۴ توسط بیلیفت لب منتشر شد و شامل پنج قطعه از جمله تک‌آهنگ آغازین «چریش (مای لاو)» است.

## جدول‌های موسیقی
| جدول (۲۰۲۴–۲۰۲۵)                       | بالاترین جایگاه |
| -------------------------------------- | --------------- |
| آلبوم‌های بلژیکی (اولتراتاپ فلاندرز)    | ۲۰۰             |
| آلبوم‌های فرانسوی (اس‌ان‌ئی‌پی)            | ۱۳۸             |
| آلبوم‌های یونانی (آی‌اف‌پی‌آی)             | ۳۶              |
| آلبوم‌های فیزیکی مجارستانی (مهاساز)     | ۱۳              |
| آلبوم‌های ژاپنی (اوریکون)               | ۲               |
| آلبوم‌های ترکیبی ژاپنی (اوریکون)        | ۲               |
| آلبوم‌های داغ ژاپنی (بیلبورد ژاپن)      | ۲               |
| آلبوم‌های اسکاتلندی (شرکت جدول‌های رسمی) | ۹۵              |
| آلبوم‌های کره جنوبی (سرکل)              | ۲               |
| آلبوم‌های فیزیکی بریتانیایی (اوسی‌سی)    | ۹۸              |
| بیلبورد ۲۰۰ ایالات متحده               | ۹۴              |
| آلبوم‌های جهانی ایالات متحده (بیلبورد)  | ۲               |

| جدول (۲۰۲۴)               | بالاترین جایگاه |
| ------------------------- | --------------- |
| آلبوم‌های ژاپنی (اوریکون)  | ۱۰              |
| آلبوم‌های کره جنوبی (سرکل) | ۵               |

| جدول (۲۰۲۴)               | جایگاه |
| ------------------------- | ------ |
| آلبوم‌های کره جنوبی (سرکل) | ۵۶     |

## گواهی‌نامه‌ها
| منطقه                             | گواهی  | واحد گواهی‌شده/فروش |
| --------------------------------- | ------ | ------------------ |
| کره جنوبی (گائون)                 | پلاتین | 0^                 |
| ^ رقم توزیع تنها بر پایهٔ گواهی‌ها. |        |                    |

## تاریخچه انتشار
| منطقه        | تاریخ         | فرمت                  | ناشر      | منابع  |
| ------------ | ------------- | --------------------- | --------- | ------ |
| مختلف        | ۲۱ اکتبر ۲۰۲۴ | دانلود دیجیتال استریم | بیلیفت لب |        |
| کره جنوبی    | ۲۱ اکتبر ۲۰۲۴ | سی‌دی                  | بیلیفت لب |        |
| ژاپن         | ۲۱ اکتبر ۲۰۲۴ | سی‌دی                  | بیلیفت لب | [ ۱۸ ] |
| ایالات متحده | ۲۱ اکتبر ۲۰۲۴ | سی‌دی                  | بیلیفت لب | [ ۱۹ ] |